# 352704 Stevefleming
352704 Stevefleming è un asteroide della fascia principale. Scoperto nel 2008, presenta un'orbita caratterizzata da un semiasse maggiore pari a 2,251508 UA e da un'eccentricità di 0,087849, inclinata di 4,450271° rispetto all'eclittica.